# Actaecia bipleura
Actaecia bipleura là một loài chân đều trong họ Actaeciidae. Loài này được Lewis & Green miêu tả khoa học năm 1994.